# Aleksander Dobicki
Aleksander Włodzimierz Dobicki (ur. 20 czerwca 1933 r. w Warszawie; zm. 16 września 2007 r. w Warszawie) – polski zootechnik, specjalizujący się w hodowli bydła mięsnego, hodowli bydła mlecznego, technologii produkcji w gospodarstwach ekologicznych; nauczyciel akademicki związany z Akademią Rolniczą we Wrocławiu.

## Życiorys
Urodził się w 1933 roku w Warszawie. Szkołę podstawową ukończył w Hrubieszowie. Po zakończeniu II wojny światowej przeniósł się z rodziną na Dolny Śląsk, gdzie w 1952 roku ukończył Gimnazjum i Liceum Administracji Gospodarczej we Wrocławiu. Następnie odbył roczny staż pracy w Przedsiębiorstwie Elektromontaż we Wrocławiu. W 1953 roku rozpoczął studia na Wydziale Zootechnicznym w Wyższej Szkole Rolniczej we Wrocławiu, które ukończył, uzyskując tytuł inżyniera w 1957 roku, a następnie magistra zootechniki w 1958 roku.
Po ukończeniu studiów pracował w Przedsiębiorstwie Gospodarki Zwierzętami Rzeźnymi we Wrocławiu na stanowisku zootechnika (1958-1961), równolegle pracował jako nauczyciel zawodu w szkole przysposobienia rolniczego w Chocianowcu (1958–1959) oraz w Cieszkowie (1959–1966). W 1966 roku otrzymał stanowisko starszego asystenta w Zakładzie Hodowli Bydła Koni i Owiec na swojej macierzystej uczelni. Stopień naukowy doktora nauk rolniczych otrzymał w 1969 roku na podstawie pracy pt. Badania nad przydatnością młodego bydła ras nczb i ncb do intensywnych metod opasu, której promotorem był prof. Jerzy Juszczak. Stopień doktora habilitowanego uzyskał w 1974 roku na podstawie rozprawy nt. Badania nad przydatnością niektórych pomiarów i wskaźników przyżyciowych oraz poubojowych do oceny wartości rzeźnej buhajków rasy ncb, opasanych do 450 kg wagi żywej. W 1982 roku Rada Państwa nadała mu tytuł profesora nauk rolniczych. Od 1992 roku pracował na stanowisku profesora zwyczajnego.
Poza działalnością naukowo-dydaktyczną pełnił szereg istotnych funkcji organizacyjnych. Od 1975 do 1976 roku był prodziekanem, a potem dziekanem Wydziału Zootechnicznego. W 2000 roku został kierownikiem Katedry Hodowli Bydła i Produkcji Mleka.
Był członkiem Rady Głównej przy Ministrze Szkolnictwa Wyższego, Polskiego Towarzystwa Zootechnicznego, Polskiego Towarzystwa Genetycznego, Wrocławskiego Towarzystwa Naukowego. Należał do współorganizatorów 7 konferencji międzynarodowych "Aktualne problemy hodowli bydła mięsnego" (1989, 1990, 1992, 1994, 1996, 1998, 2000). Zorganizował pokazy, wystawy, szkolenia hodowców bydła we współpracy ze związkami hodowców i ośrodkami doradztwa rolniczego. Od 1978 roku prowadził prace hodowlane w dużych stadach bydła mięsnego. Ponadto był przewodniczącym Rady Hodowlanej Krajowego Związku Hodowców Bydła Mięsnego w Polsce. Zmarł w 2007 roku w Warszawie.

## Dorobek naukowy
Aleksander Dobicki realizował tematy badawcze: genetyczne i środowiskowe uwarunkowania budowy wymion i zdolności wydojowej krów, polimorfizm białek mleka u mlecznych i mięsnych ras bydła, ocena wartości hodowlanej buhajów, ocena przydatności opasowej i wartości rzeźnej bydła ras czystych i mieszańców. Opracował metodykę organizacji hodowli i technologii produkcji mleka i żywca wołowego oraz modelowe programy hodowli bydła mięsnego w populacjach ras czystych i syntetycznych oraz w gospodarstwach ekologicznych. Jego dorobek naukowy obejmuje 157 publikacji, w tym 71 oryginalnych prac oraz 6 skryptów i 3 podręczniki.
Posiada Krzyż Kawalerski Orderu Odrodzenia Polski oraz Medal Komisji Edukacji Narodowej.
Został pochowany na Cmentarzu Świętej Rodziny we Wrocławiu.

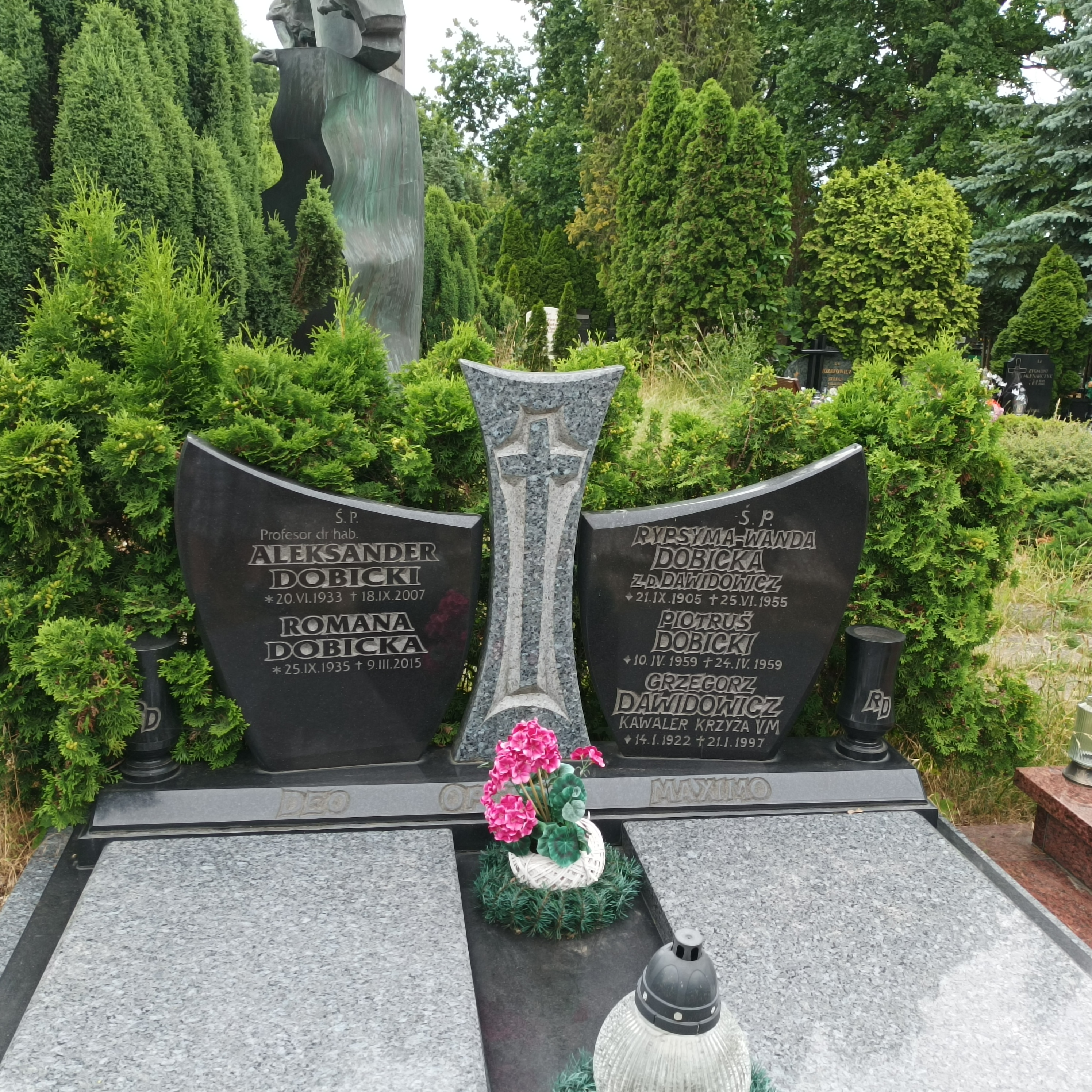
Grób prof. Aleksandra Dobickiego na Cmentarzu Świętej Rodziny we Wrocławiu